# Hōkō-ji (Kyoto)
Hōkō-ji (方広寺?) è un tempio buddista Tendai costruito a Kyōto nel periodo Asuka.

## Storia
Toyotomi Hideyoshi volle che la città di Kyoto avesse un tempio Daibutsu che superasse quello di Nara. Secondo alcune fonti, dichiarò che ne avrebbe completato la costruzione nella metà del tempo che era occorso all'imperatore Shōmu per costruire il Grande Buddha di Nara, nel tempio Tōdai-ji. Il progetto dell'Imperatore Shōmu aveva richiesto dieci anni.  Hideyoshi completò la fase iniziale del progetto in soli tre anni. Gli architetti furono Nakamura Masakiyo e Heinouchi Yoshimasa.

### Cronologia
- Tenshō 14, nel decimo mese (1586): con l'approvazione dell'Imperatore Go-Yōzei, Hideyoshi ordinò un'ispezione delle terre mentre prepara la costruzione di un Daibutsu-ji presso Heian-kyo.[3]
- Tenshō 16 (1588): la costruzione del tempio cominciò in un'area dove adesso sorge il Museo nazionale di Kyoto. La struttura, con base in pietra, aveva un tetto di tegole e muri di fango, mentre delle colonne puntellavano i muri dello spazio centrale del Daibutsu-den.[4][5]
- Tenshō 16 (1588): l'editto di Hideyoshi, riguardante la requisizione delle spade, imponeva che tutte le armi venissero tolte ai non-samurai, comprendendo spade lunghe e corte, archi, lance e armi da fuoco. Tale editto richiedeva che il metallo così ottenuto dovesse essere fuso per creare chiodi e morsetti da usare per creare una grande statua del Buddha nell'Hōkō-ji, garantendo così un merito per la vita presente e per quella successiva.[6]
- Tenshō 17, nel decimo mese (1589): Il monaco Kokei di Daitoku-ji venne nominato fondatore del nuovo tempio e Shōkōin-no-Miya Kōi Hōshinnō celebrò la cerimonia alla presenza di un migliaio di monaci.[7]
- Bunroku 4 (1595): Hideyoshi convocò un migliaio di monaci di otto differenti sette buddiste per una preghiera di massa all'Hōkō-ji in onore dei suoi antenati.[8]
- Bunroku 5 (14 agosto, 1596): Un terremoto distrusse sia l'effige del Buddha che l'appena completato Daibutsu-den.[9]
- Keichō 3 (17 settembre, 1598): incominciarono i lavori per la sostituzione della struttura temporanea, costruita dopo il terremoto dell'agosto 1596, e la statua del Buddha, che era stata presa in prestito, viene restituita al tempio Zen-kō-ji e sostituita da una nuova grande statua del Buddha; questo lavoro fu interrotto il mese seguente, quando Hideyoshi morì all'età di 63 anni, il diciottesimo giorno dell'ottavo mese di Keichō 3.[10]
- Keichō 7 (15 gennaio, 1602): a causa della disattenzione di alcuni operai si scatenò un incendio al tempio di Hōkō-ji; sia la grande statua del Buddha che la struttura che la ospitava vennero consumate dalle fiamme.[11]

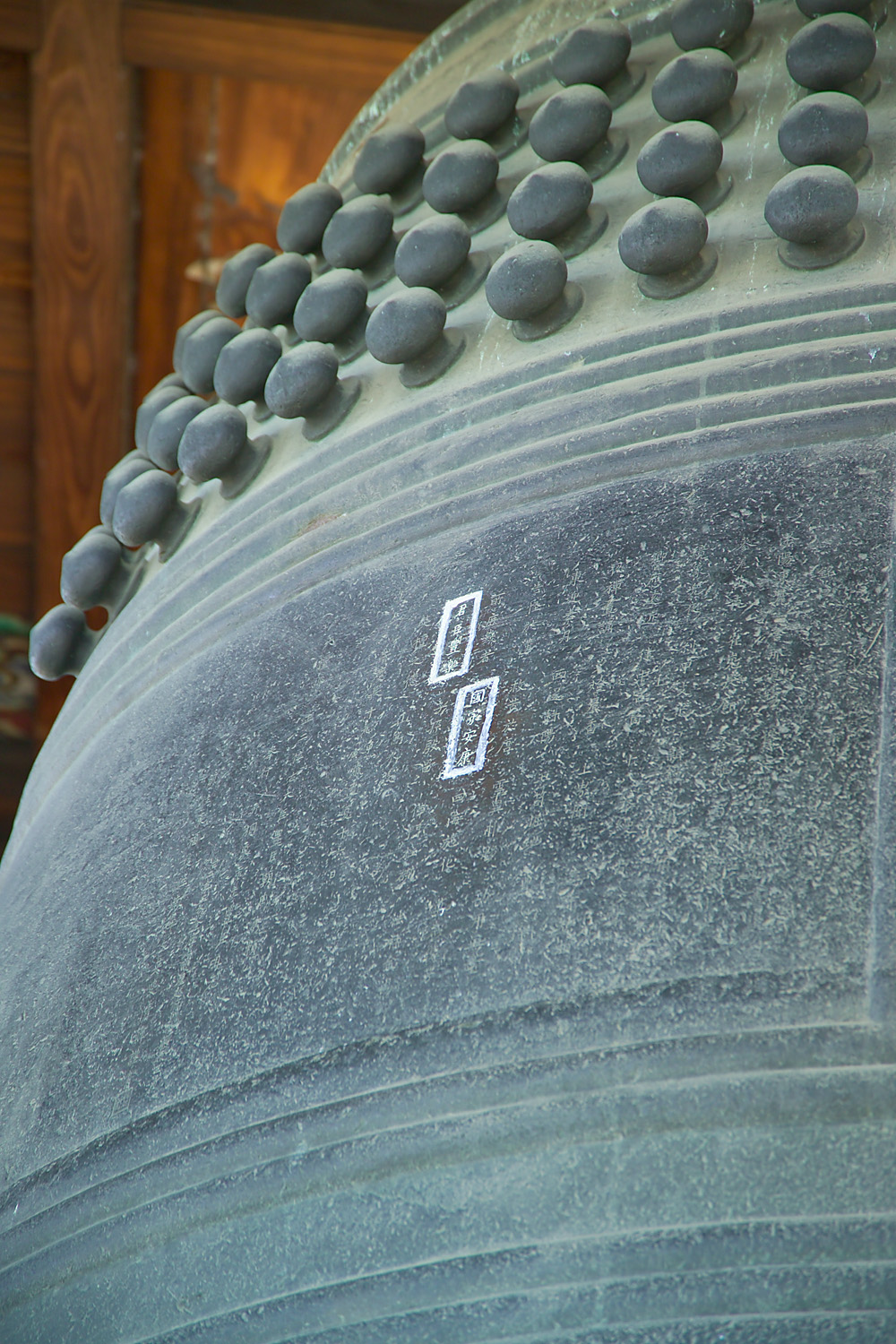
Campana del tempio Hōkō-ji

- Keichō 15 (15 novembre, 1610): Toyotomi Hideyori finanziò il lavoro per ricostruire Hōkō-ji, dando seguito ai piani del padre Toyotomi Hideyoshi; venne così ricostruita la grande statua del Buddha in bronzo, per poter resistere ad eventuali incendi, che sostituì quella in legno andata bruciata. In questo periodo, Hideyori ordina inoltre di forgiare una grande campana di bronzo.[12]
- Keichō 19 (24 agosto, 1614): La nuova campana di bronzo per Hōkō-ji viene fusa con successo.[13][14] Furono programmate alcune cerimonie, ma all'ultimo momento Tokugawa Ieyasu ne proibì lo svolgimento con un pretesto.[15]

- Kanbun 2 (16 giugno, 1662): Un terremoto distrusse il tempio, la grande statua ed il Daibutsu-den; alcune fonti sostengono che lo Shogun Ietsuna usò il metallo per coniare dei sen.[16]
- Kanbun 4-7 (1664-1667):  Vennero effettuate ricostruzioni e riparazioni; una statua in legno dorato sostituì quella precedentemente distrutta.[17][18]
- An'ei 4 (5 settembre, 1775): un fulmine colpì Hōkō-ji, ma le fiamme vennero rapidamente contenute. I danni furono minimi.[17]
- Kansei 10 (12 agosto, 1798): un fulmine colpì nuovamente il Daibutsu-den che venne interamente bruciato insieme alle strutture vicine; invece di ricostruire tutto quanto andò perduto, una sola piccola immagine votiva in oro, contenuta nel sopracciglio della statua del Buddha, venne salvata e diventò così l'immagine centrale dell'Hōkō-ji. La struttura in cui la piccola immagine fu posta era indicativamente nel luogo in cui poi sorgerà Museo Nazionale di Kyoto, nel tardo periodo Taisho-primo periodo Showa.[17][19]
- Kyōwa gannen o Kyōwa 1 (1801): una figura grande un decimo del Daibutsu fatto costruire originariamente da Hideyoshi venne installata nel Diabutsu-den temporaneo dell'Hōkō-ji.[20]
- Tempō 15 (1845): un uomo facoltoso dalla Provincia di Owari donò una gigantesca statua di legno, che fu esposta nel tempio finché sia tale figura del Buddha che il Daibutsu-den ricostruito non furono distrutti un incendio nel tardo ventesimo secolo.[21][22]
- Meiji 3 (1870): Il complesso dell'Hōkō-ji venne diviso. La porzione più a sud venne annessa al Kyōmei-gū (恭明宮?),[23] e parte di quella centrale venne usata per la ricostruzione nell'era Meiji del Hōkoku-jinja (noto come Toyokuni-jinja), il risultato fu una grande diminuzione della grandezza del tempio.[20]
- Meiji 3 (1870): il campanile di Hōkō-ji (shōrō), aggiunto nel 1614, venne abbattuto e ricostruito poco distante. La pesantissima campana non era parte originale della costruzione ma, col tempo, era entrata a far parte della storia del tempio.[24]

Ciò che rimane del grande sito religioso è adesso un piccolo tempio all'interno del complesso Shōkoku-ji (相国寺?) presso Kyoto.